# Estación de Basurto Hospital
Basurto Hospital (en euskera, Basurto Ospitalea) es una estación ferroviaria subterránea en el barrio de Basurto, en el municipio español de Bilbao, en el País Vasco. Forma parte de la red de ancho métrico de Adif, operada por Renfe Operadora a través de su división comercial Renfe Cercanías AM. Está integrada dentro del núcleo de Cercanías Bilbao al pertenecer a la línea C-4 (antigua línea B-1 de FEVE), que une Bilbao con La Calzada. Cuenta también con servicios regionales de las líneas R-3f, que une Santander con Bilbao, su sublínea R-3b desde Bilbao hasta Carranza, y R-4f, que une Léon con Bilbao.

## Situación ferroviaria
La estación forma parte de los trazados de las siguientes líneas férreas:
- Línea férrea de ancho métrico que une Santander con Bilbao, punto kilométrico 646,633.[3] Se toma Ferrol como punto de partida, lo que explica el elevado kilometraje.
- Línea férrea de ancho métrico que une Bilbao con León, punto kilométrico 1,927.[4] Conocido como Ferrocarril de la Robla, este kilometraje toma Bilbao-Concordia como punto de partida.

Se encuentra a 47 metros de altitud. El tramo es de vía doble y está electrificado.

## Historia
El origen de la estación se encuentra en la construcción de la línea de ancho métrico entre la estación de Bilbao Concordia y la estación de Zorroza-Zorrozgoiti, inaugurada el 21 de julio de 1898 como continuación de las líneas que conducen a León y Santander. La actual estación fue construida por la sociedad Bilbao Ría 2000, fruto de una radical reordenación del espacio urbano y ferroviario del barrio de Basurto, y se puso en marcha el 25 de enero de 2010. Sustituyó a la anterior y clásica estación demolida de Basurto-Empalme, de tal modo que ahora el tren circula por un tramo subterráneo entre esta estación y la estación término de Bilbao-Concordia.

## La estación
La parada se compone de un andén central de 90 metros de largo y un vestíbulo en el piso superior, con una de sus fachadas acristaladas para iluminar la zona del andén. La estación conecta con la línea de Euskotren Tranbia del Tranvía de Bilbao, en la parada de Ospitalea/Hospital.
La estación es por otro lado punto de origen de la línea Ariz - Basurto, que da conexión a las líneas E1, E3 y E4 en Ariz con el resto de la red nacional de ancho métrico.

### Accesos
Se puede acceder a la estación desde los dos extremos del edificio. Uno de los extremos se sitúa frente a la entrada al Hospital de Basurto, y el otro junto a la confluencia entre la Avenida de Montevideo y la Calle Gurtubay, junto a la estación de tranvía del Hospital. 
- Av. Montevideo, entrada al Hospital
- C/ Lezeaga
- (ascensor en el interior de la estación)
- Av. Montevideo, confluencia con la C/ Gurtubay

## Servicios ferroviarios

### Regionales
Los trenes regionales que realizan el recorrido Santander - Bilbao (línea R-3f) y Bilbao - Léon (línea R-4f) tienen parada en la estación. En las estaciones en cursiva, la parada es discrecional, es decir, el tren se detiene si hay viajeros a bordo que quieran bajar o viajeros en la parada que manifiesten de forma inequívoca que quieren subir. Este sistema permite agilizar los tiempos de trayecto reduciendo paradas innecesarias. La relación León-Bilbao es de un tren diario por sentido, mientras que la relación Santander-Bilbao es de tres trenes diarios por sentido, más un tren matinal adicional entre la estación de Carranza y Bilbao los días laborables.
Las conexiones ferroviarias entre Basurto Hospital con León, para los trayectos regionales, se efectúan exclusivamente con composiciones diésel de la serie 2700
| Línea | Origen/Destino   | Paradas intermedias | Destino/Origen   |
| --- | ---------------- | --- | ---------------- |
| | Santander        | Valdecilla-La Marga · Nueva Montaña · Valle Real · Maliaño-La Vidriera · Astillero · La Cantábrica* · San Salvador* · Heras · Orejo · Puente Agüero · Villaverde de Pontones · Hoz de Anero · Beranga · Gama · Cicero · Treto · Limpias · Marrón · Udalla · Gibaja · Carranza · Villaverde Trucios · Arcentales ·Traslaviña · Mimetiz · Aranguren · Sodupe · Zaramillo · Iráuregui · Zorroza-Zorrozgoiti · Basurto Hospital · Amézola | Bilbao Concordia |
| | Bilbao Concordia | Amézola · Basurto Hospital · Zorroza-Zorrozgoiti · Iráuregui · Zaramillo · Sodupe · Aranguren · Aranguren-Apeadero · Zalla · Valmaseda · Arla-Berrón · Ungo-Nava · Mercadillo-Villasana · Cadagua · Bercedo-Montija · Quintana · Espinosa de los Monteros · Redondo · Sotoscueva · Pedrosa · Dosante Cidad · Robredo Ahedo · Soncillo · Cabañas de Virtus · Arija · Llano · Las Rozas de Valdearroyo · Montes Claros · Los Carabeos · Mataporquera · Cillamayor · Salinas de Pisuerga · Vado-Cervera · Castrejón de la Peña · Villaverde-Tarilonte · Santibáñez de la Peña · Guardo-Apeadero · Guardo · La Espina · Valcuende · Puente Almuhey · Cerezal de la Guzpeña · Prado de la Guzpeña · La Llama de la Guzpeña · Valle de las Casas · Sorriba · Cistierna · La Ercina · Boñar · La Vecilla · Matallana · San Feliz · Asunción/Universidad · Ventas/San Mamés | León-Matallana   |
| * En los apeaderos de La Cantábrica y San Salvador sólo efectúan parada los servicios de la línea R3a Santander - Marrón. |                  | |                  |

### Cercanías
Forma parte de la línea C-4 (Bilbao - La Calzada) de Cercanías Bilbao. Tiene una frecuencia de trenes cercana a un tren cada treinta o sesenta minutos en función de la franja horaria. La cadencia disminuye durante los fines de semana y festivos. Los trayectos de esta relación se prestan exclusivamente con unidades eléctricas de la serie 3600 de Renfe. También cuenta con los servicios de R-3b (Bilbao - Carranza), aunque esta línea ha quedado reducida a un trayecto por día en dirección Bilbao tras la pandemia de 2020.
| procedencia/destino | < estación | Línea    | estación >          | destino/procedencia |
| ------------------- | ---------- | -------- | ------------------- | ------------------- |
| Bilbao Concordia    | Amézola    |          | Zorroza-Zorrozgoiti | La Calzada          |
| Bilbao Concordia    | Amézola    | Carranza | Zorroza-Zorrozgoiti |                     |